# Томас Ґолд
Томас Ґолд (англ. Thomas Gold; 22 травня 1920 — 22 червня 2004) — австрійський та американський астроном, біофізик та геофізик, член Лондонського королівського товариства і Національної АН США.

## Біографія
Народився у Відні. 1942 року закінчив Триніті-коледж Кембриджського університету (Англія). У 1942—1946 займався радарними дослідженнями в Британському адміралтействі, в 1948—1952 викладав в Кембриджському університеті, в 1952—1956 — старший помічник королівського астронома в Гринвіцькій обсерваторії. З 1957 живе в США. До 1959 — професор астрономії Гарвардського університету, з 1959 — професор астрономії Корнелського університету і директор Центру радіофізики і космічних досліджень цього університету.
Коло наукових інтересів Голда дуже широке. У космології він є одним з авторів разом з Г. Бонді та Ф. Хойлом теорії стаціонарного Всесвіту (1948). Вивчив властивості замкнутого Всесвіту, в якому великомасштабні варіації густини можуть розглядатися як окремі всесвіти — підсистеми нижчого порядку. У рамках загальної теорії відносності обговорив питання, пов'язані з природою часу. Досліджував деякі проблеми динаміки Сонячної системи (рух осі обертання Землі, осьове обертання Меркурія, Венери). Велике число робіт присвятив походженню і природі космічних променів, зокрема вивчав частинки високих енергій, що виникають при спалахах на Сонці і прискорювані в міжпланетних магнітних полях. Розробляв теорію походження сонячних спалахів. Запропонував пояснення могутнього оптичного і радіовипромінювання квазарів як наслідки зіткнень зірок в цих системах. Після відкриття пульсарів в 1968 першим запропонував модель цього феномена як нейтронної зірки, що швидко оберталася. У цій моделі магнітна вісь зірки, що одночасно є віссю конуса, в якому зосереджено могутнє випромінювання, не збігається з її віссю обертання, і тому спостерігач сприймає випромінювання у вигляді імпульсів. Розглянув пульсари як одне з можливих джерел космічних променів.
Провів також низку досліджень природи місячної поверхні та її еволюції. Свого часу мала популярність гіпотеза Голда, за якою поверхня Місяця покрита шаром пилу великої товщини. На думку Голда, в результаті постійного бомбардування мікрометеоритами на поверхні Місяця утворився величезний запас тонко роздроблених мінеральних частинок; переміщаючись, ці частинки скупчуються в пониженнях, внаслідок чого в місячних морях товщина шару рихлого пилу може коливатися від кількох метрів до кількох кілометрів. Гіпотеза Голда добре пояснює оптичні властивості і низьку теплопровідність місячного ґрунту. Подальше вивчення властивостей дрібнодисперсних пилових частинок показало, що в умовах Місяця (вакуум і дія космічної радіації) вони повинні злипатися в агрегати і утворювати відклади, рихлі на поверхні й щільніші в глибині.
Низка праць присвячена геофізиці, а також проблемам біофізики (автор фізичних теорій органів чуття людини).